# Kogal

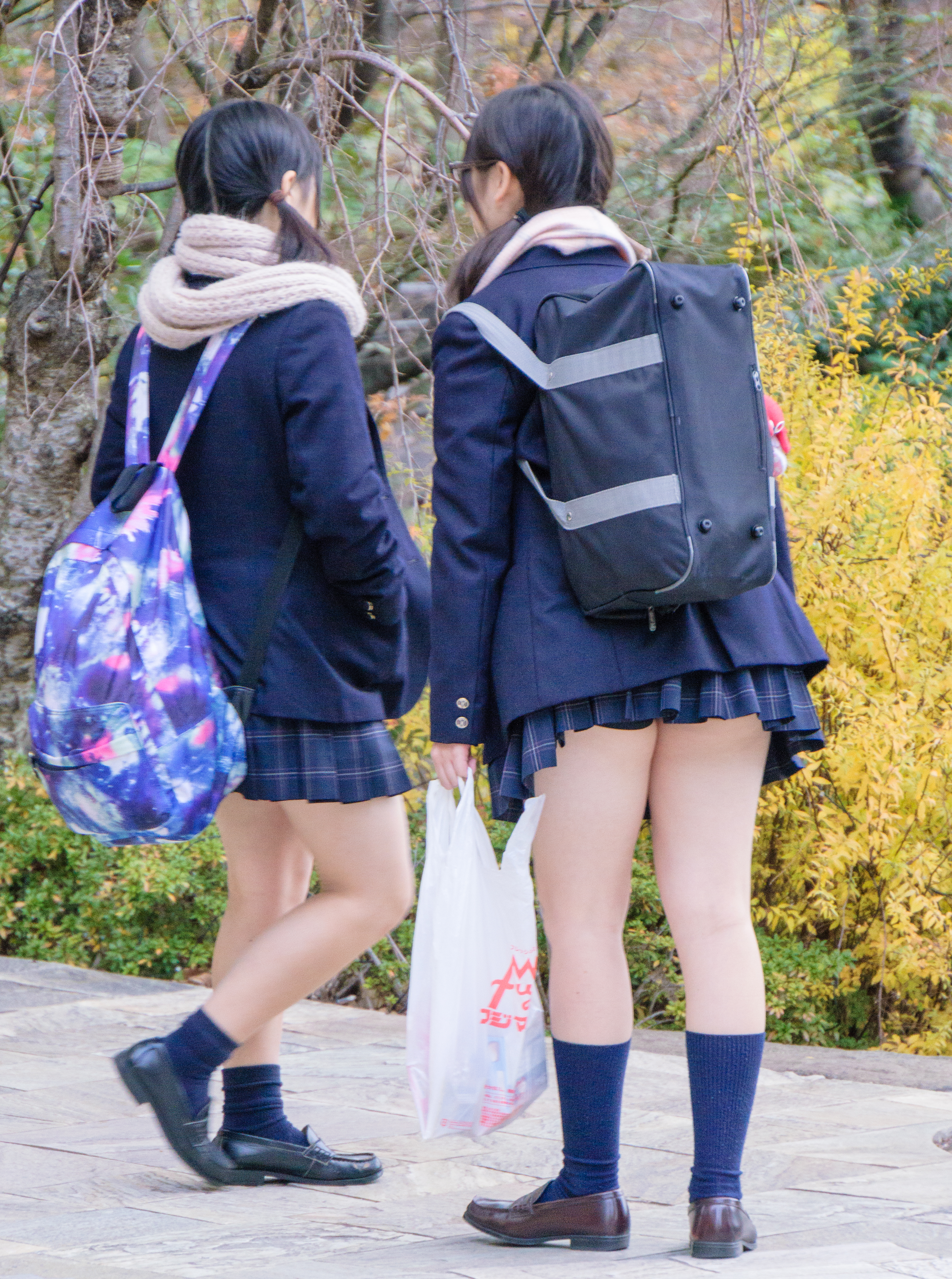
Filles adeptes du kogal. Les jupes sont plus courtes que celles utilisées généralement pour l'uniforme scolaire japonais.

Ne doit pas être confondu avec Gyaru ou Ganguro.
Kogal ou kogaru (コギャル) parfois translittéré kogyaru est une mode vestimentaire japonaise qui implique l'utilisation des uniformes scolaires japonais pour filles en dehors du cadre de l'école. Cette mode se distingue par le fait que les jupes d'uniforme portées sont très courtes. Cet uniforme est considéré comme une forme sexualisée de l'uniforme scolaire japonais pour filles.